# Монголия на зимних Олимпийских играх 1988
Монголия принимала участие в Зимних Олимпийских играх 1988 года в Калгари (Канада) в шестой раз за свою историю, но не завоевала ни одной медали. Сборную страны представляли трое лыжников.

## Результаты

### Лыжные гонки
Мужчины
| Спортсмен            | Дисциплина               | Результат  | Результат |
| Спортсмен            | Дисциплина               | Время      | Место     |
| -------------------- | ------------------------ | ---------- | --------- |
| Дамбажамцын Баттулга | 10 км классический стиль | 50:09.4    | 69        |
| Дамбажамцын Баттулга | 30 км классический стиль | 1ч 40:41.3 | 69        |
| Дамбажамцын Баттулга | 50 км свободный стиль    | 2ч 30:33.7 | 60        |
| Зийцагааны Ганбат    | 10 км классический стиль | 48:48.9    | 62        |
| Зийцагааны Ганбат    | 30 км классический стиль | 1ч 42:24.2 | 72        |
| Зийцагааны Ганбат    | 50 км свободный стиль    | 2ч 26:22.0 | 57        |

Женщины
| Спортсменка     | Дисциплина               | Результат  | Результат |
| Спортсменка     | Дисциплина               | Время      | Место     |
| --------------- | ------------------------ | ---------- | --------- |
| Даваагийн Энхээ | 5 км классический стиль  | 18:02.2    | 50        |
| Даваагийн Энхээ | 10 км классический стиль | 35:40.8    | 48        |
| Даваагийн Энхээ | 20 км свободный стиль    | 1ч 08:14.5 | 51        |